# Pakistán en los Juegos Olímpicos de la Juventud 2018
Pakistán compitió en los Juegos Olímpicos de la Juventud 2018 en Buenos Aires, Argentina, del 6 al 18 de octubre de 2018.

## Participantes
La siguiente es la lista con el número de participantes en los Juegos por deporte/disciplina.
| Deporte      | Masculino | Femenino | Total |
| ------------ | --------- | -------- | ----- |
| Halterofilia | 1         | 0        | 1     |
| Lucha        | 1         | 0        | 1     |
| Tiro         | 0         | 1        | 1     |
| Total        | 2         | 1        | 3     |

## Medallero
El equipo olímpico pakistaní obtuvo las siguientes medallas:
| Nombre       | Deporte | Competición          |
| ------------ | ------- | -------------------- |
| Oro          |         |                      |
| Plata        |         |                      |
| Bronce       |         |                      |
| Inayat Ullah | Lucha   | Libre - Hasta 65Kg M |

| Medalla       | Oro | Plata | Bronce | Total |
| ------------- | --- | ----- | ------ | ----- |
| Total oficial | 0   | 0     | 1      | 1     |

## Disciplinas

### Tiro
Pakistán obtuvo una plaza entregada por el comité tripartito.
- 10 m Pistola femenino - 1 plaza

### Levantamiento de pesas
Pakistán obtuvo una plaza entregada por el comité tripartito.
- Eventos masculinos - 1 plaza